# Eurytion (Trojaner)
Eurytion (altgriechisch Εὐρυτίων Eurytíōn) ist eine Person der griechischen Mythologie.
Eurytion nahm am Krieg um Troja teil. Er war ein Meisterbogenschütze und flüchtete nach dem Fall Trojas gemeinsam mit Aeneas.